# فرضية الفجوة المعرفية
تبين هذه الفرضية بأن المعرفة، كباقي أنماط الثروة، تختلف بتوزعها ضمن النظام المجتمعي. تتنبأ هذه الفرضية تحديداً بأنه «مع زيادة ضخ المعلومات من وسائل الإعلام إلى النظام المجتمعي، تميل الشرائح ذات الوضع الاجتماعي والاقتصادي العالي للحصول على المعلومة بمعدل أسرع من الشرائح الأدنى، ولهذا فإن الفجوة المعرفية بين هذه الطبقات تزداد بدلاً من أن تنقص». كان فيليب جيه. تيشينر، والذي كان حينها أستاذًا معاونًا للصحافة والتواصل الجماهيري، وجورج إيه. دونوهو، الأستاذ في علم الاجتماع، وكلاريس إن. أولين، مدربة في علم الاجتماع، والثلاثة باحثون في جامعة، مينيسوتا أول من اقترح فرضية الفجوة المعرفية عام 1970.

## الأساسات
صرح بشكل رسمي عن الفرضية لأول مرة في عام 1970 إلا أن تيشينر ودونوهو وأولين أشاروا إلى أن الفجوة المعرفية كانت موجودة في أدبيات الاتصال الجماهيري.
في الحقيقة، بدأت الأبحاث المنشورة في العشرينيات بدراسة تأثير الخصائص الفردية على تفضيلات الناس في المحتوى الإعلامي. على سبيل المثال، حدد غري ومونرو أن مستوى التعليم –الذي مازال يستخدم حتى اليوم لتفعيل الوضع الاجتماعي والاقتصادي في أبحاث الفجوة المعرفية- باعتباره ارتباطًا إيجابيًا ومهمًا لميل المرء لتفضيل المحتوى المطبوع «الجدّي» (عن المحتوى غير الجدّي).
ومع ذلك، كان الاعتقاد الشائع بأن الاختلاف في التفضيلات يمكن أن يتضاءل مع ظهور الراديو الذي لا يتطلب مهارات خاصة أو مجهودًا للقراءة (لازارسفيلد 1940).
آمن مخترع التلغراف اللاسلكي غوغليلمو ماركوني بأن الراديو قد يجعل «قيام الحرب أمرًا مستحيلًا لأنه سيجعل الحرب تبدو سخيفة» (ناردوني 1912 الصفحة 145). اهتم بول لازارسفيلد -رئيس مكتب أبحاث الراديو بجامعة كولومبيا- فيما إذا كان الراديو قد قلل الاختلافات الفردية في تفضيلات المحتوى أم لا، فدرس (1) إجمالي كمية الوقت التي يستمع الناس فيها إلى الراديو (2) ونوع المحتوى الذي يستمعون إليه بالارتباط مع الوضع الاجتماعي والاقتصادي. لم تظهر بيانات لازارسفيلد أن الناس من الطبقة المنخفضة اجتماعياً واقتصادياً يميلون للاستماع لبرامج الراديو لفترة أكبر فحسب، ولكنهم كانوا أيضًا أقل عرضة للاستماع إلى محتوى الراديو «الجدّي». بخلاف الاعتقاد السائد في ذلك الوقت، فإن الاستماع إلى الراديو على نطاق واسع لم يكن له تأثير يذكر –إن وجد– على ميول المرء لتفضيل أنواع معينة من المحتوى.
عثر على دليل آخر يدعم فرضية الفجوة المعرفية من تحليل ستار وهوفس (1950) للجهود المبذولة لإعلام البالغين من سينسيناتي حول الأمم المتحدة. مثل غراي ومونرو (1929) ولازارسفيلد (1940) قبلهما. وجد ستار وهوفس بأنه على الرغم من أن الحملة نجحت في الوصول إلى الأشخاص الأكثر تعلمًا، فإن أصحاب التعليم الأقل تجاهلوا الحملة. بالإضافة إلى ذلك وبعد إدراك أن الأشخاص ذوي التعليم العالي الذين وصلت إليهم الحملة كانوا أكثر اهتمامًا بالموضوع، اقترح ستار وهوفس أن المعرفة والتعليم والاهتمام قد تكون جوانب متداخلة.

## المميزات
بناءً على الملاحظات الموضحة في الأبحاث حول التواصل الجماهيري، عرّف تيشينور ودونهو وأولين (1970) فرضية الفجوة المعرفية على النحو التالي:
«مع زيادة ضخ المعلومات من وسائل الإعلام إلى النظام المجتمعي، تميل الشرائح ذات الوضع الاجتماعي والاقتصادي العالي للحصول على المعلومة بمعدل أسرع من الشرائح الأدنى، ولهذا فإن الفجوة المعرفية بين هذه الطبقات تزداد بدلاً من أن تنقص». (تيشنور ودونوهو وأولين 1970 الصفحة 159-160).
بالإضافة إلى ذلك، اقترح تيشنور ودونوهو وأولين خمسة أسباب لوجود الفجوة المعرفية:
1. مهارات التواصل: يتمتع الأشخاص ذوو المكانة العالية بشكل عام بمستوى أكبر من التعليم، ما يحسن مهارات القراءة والاستيعاب والتذكر عندهم.
2. المعلومات المحفوظة: من المرجح أن يكون الأشخاص ذوو المكانة العالية على معرفة سابقة بالمواضيع الواردة في الأخبار وذلك عبر برامج إعلامية سابقة أو عبر التعليم الرسمي.
3. الاتصال الاجتماعي الوثيق: يتمتع الأشخاص ذوو المكانة العالية بشكل عام بمجال أوسع للنشاط وعدد أكبر من المجموعات المرجعية والاتصالات الشخصية ولذلك من المرجح أكثر بالنسبة لهم أن يناقشوا مواضيع الأخبار مع الآخرين.
4. الكشف الانتقائي: غالباً ما يكون الأشخاص من الطبقات المنخفضة أقل اهتماماً وبالتالي من غير المرجح أن يطلعوا بأنفسهم على مواضيع الأخبار.
5. الأسواق المستهدفة إعلاميأً: تلبي وسائل الإعلام أذواق واهتمامات الجمهور.

## الملخص
في ضوء المعلومات السابقة، يمكن التعبير عن فرضية الفجوة المعرفية باستخدام مجموعة المقترحات التالية:
1. يظهر الناس في المجتمع تنوعاً نفسيًا كبيرًا تبعًا لتكوينهم النفسي والخبرات المكتسبة والعلاقات الاجتماعية، وعضويتهم في الفئة الاجتماعية.
2. بغض النظر عن هذه الاختلافات فإن الناس ذوي المستوى التعليمي العالي يميلون لتطوير مهارات الإدراك والتواصل، والحصول على مجالات اجتماعية أوسع والمزيد من الاتصالات الاجتماعية، وكمية أضخم من المعلومات المخزنة مقارنةً مع نظرائهم ذوي الأقل تعليمًا.
3. يميل الأشخاص ذوو التعليم العالي إلى الاهتمام الواضح بنطاق واسع من المواضيع –والتعرف عليها– بما في ذلك المواضيع الجدية كالشؤون العامة والعلوم وأخبار الصحة.
4. لذلك، مع زيادة ضخ المعلومات من وسائل الإعلام إلى النظام المجتمعي، تميل الشرائح ذات الوضع الاجتماعي والاقتصادي العالي للحصول على المعلومة بمعدل أسرع من الشرائح الأدنى، ولهذا فإن الفجوة المعرفية بين هذه الطبقات تزداد بدلاً من أن تنقص.

## تطبيق الفرضية والدعم الأولي
يمكن تطبيق فرضية الفجوة المعرفية في كل من البحث متعدد القطاعات والبحث المتسلسل زمنيًا. بالنسبة إلى الأبحاث متعددة القطاعات، تتوقع فرضية الفجوة المعرفية أنه «في أي وقت من الأوقات، يجب أن يكون هناك ارتباط أعلى بين اكتساب المعرفة والتعليم الخاص بموضوعات يكثر الحديث عنها في وسائل الإعلام مقارنةً بالموضوعات الأقل انتشارًا». اختبر تيشينور ودونوهو وأولين (1970) هذه الفرضية باستخدام تجربة طُلب من المشاركين فيها قراءة ومناقشة قصتين إخباريتين متفاوتتي الانتشار. تؤيد نتائج التجربة الفرضية لأن الارتباطات بين التعليم وفهم القصة كان مهمًا في القصص كبيرة الانتشار بخلاف القصص منخفضة الانتشار.
بالنسبة للأبحاث المتسلسلة زمنيًا، تتوقع فرضية الفجوة المعرفية أنه «بمرور الوقت، سوف يستمر اكتساب المعرفة بموضوع انتشر بشكل واسع بمعدل أسرع بين الأشخاص المتعلمين بشكل أفضل مقارنة بأصحاب التعليم الأدنى». اختبر تيشينور ودونوهو وأولين (1970) هذه الفرضية باستخدام مسوحات الرأي العام المجموعة بين عامي 1949 و1965 لقياس ما إذا كان المشاركون يعتقدون أن البشر سيصلون إلى القمر في المستقبل المنظور. خلال فترة 15 عامًا، زاد الاعتقاد بين المتعلمين في المدارس الابتدائية بنحو 25 نقطة مئوية فقط، بينما زاد الاعتقاد بين المتعلمين في الجامعات بأكثر من 60 نقطة مئوية، وهو اتجاه يتفق مع الفرضية.